# Хидалго (окръг, Тексас)
Вижте пояснителната страница за други значения на Хидалго.
Окръг Хидалго (на английски: Hidalgo County) е окръг в щата Тексас, Съединени американски щати. Площта му е 4100 km², а населението - 569 463 души (2000). Административен център е град Единбърг.